# 安培拉大橋
安培拉大橋，原名朋卡諾大橋，是一座位於印度尼西亞南蘇門答臘省巨港市的板樑橋，橫跨穆西河，連接巨港市的兩個部分——河上、河下。興建大橋的構思源於荷蘭殖民時期，直至印尼獨立後才使用日本的戰爭賠款完成工程，至1966年通車。
安培拉大橋長1,177（3,862英尺），寬22（72英尺），設有4条机动车道、2条自行车道和2条人行道。這條橋本來是印尼唯一的升降桥，不過由於河運需求減少和阻礙陸路交通等因素，所以在1970年後，這條橋的橋面就沒有上升過，用以升降橋面的裝置也在1980年代至1990年代期間悉數拆除。橋塔的顏色改變過三次，先後從灰色改為黃色、紅色，當地的都市傳說認為橋塔的配色象徵執政者的權威。

## 歷史
巨港市是南蘇門答臘省省會，由穆西河分為河上（Seberang Ulu，即南岸）、河下（Seberang Ilir，即北岸）兩部份，在安培拉大橋落成之前，當地居民必須乘坐運煤船渡河（渡輪直至1930年代才引入巨港）。在穆西河上方建設橋樑的構思首見於1906年，1924年勒·科克·德·維爾（Le Cocq de Ville）就任巨港市長之後，也致力於推動這項工程項目，從而溝通河上、河下兩個地區。不過這個計劃一直到印尼獨立後才提上政府的議事日程——巨港市臨時市議會在1956年10月通過一項撥款案，資助穆西河大橋的建設，之後省政府和印尼國民軍三佛齊第二軍區組成了一個委員會，商討大橋的建設事宜。蘇卡諾總統在1961年2月批准穆西河大橋項目之後，政府為了推進項目，徵用了25公頃的土地，並拆除部分穆西河兩岸在殖民時期興建的商業建築和民居。
當局曾經考慮過大橋的位置應該在城內還是城外，最終決定在城內興建大橋，連結河上七村（7 Ulu）和河下十六村（16 Ilir，即市中心）。大橋使用日本在第二次世界大戰戰敗後對印尼的戰爭賠款興建，由印尼國有的瓦斯基达卡亚公司、胡达玛卡亚公司，以及日本的富士車輛、大林組承建，在1962年4月動工，至1965年4月完工，並於同年11月10日（英雄日）通車，由南蘇門答臘省省長阿布耶齊德·巴斯托米（Abujazid Bastomi）主禮。這條橋樑本來稱為朋卡諾大橋，向支持修建大橋的蘇卡諾總統表示敬意，不過到了1966年蘇哈托掌權後，由於民間反對蘇卡諾的聲浪非常高漲，所以政府把這條橋樑改名為安培拉大橋。「安培拉」是印尼文「人民痛苦的囑託」（Amanat Penderitaan Rakyat）的簡寫。民間曾經有意見在2002年提出把大橋改回原名，不過由於得不到地方政府和公眾的支持，於是不了了之。
安培拉大橋剛剛通車的時候，穆西河兩岸的水果商販運送貨物的交通工具仍然是小艇，直至1970年代之後，商販才開始轉用陸路交通工具。到了1981年，大橋的車流量已經增加到每天32,000輛。大橋多孔的橋塔至少在1980年代初就已經出現鏽蝕的問題，起初南蘇門答臘省公共工程局認為這個問題還不算嚴重，橋塔的根基還算穩健，不過後來還是考慮到上述的原因，在1981年斥資8億5000萬印尼盾，進行翻修工程，把大橋改造成為一條不能活動的普通橋樑。之後政府又借助日本的政府開發援助款項在1988年至1992年期間進行另一次翻修工程，修復橋面和橋墩，同時拆除大橋下方的違章建築。大橋一些無用的組件在1997年被盜賊割斷偷走。
踏入21世紀之後，安培拉大橋仍然是巨港市重要的交通地標。由於1994年通車的穆西河第二大橋位於城外，與安培拉大橋相距5公里，所以安培拉大橋仍然是居民常用的交通路線——截至2000年，大橋的車流量已經增加到每天77,573輛。與此同時，大橋繼續受到水質污染、結構損壞等問題的困擾。大橋橋墩長期被流入穆西河的雨水和便液破壞，而且在1998年和2000年發生過兩次被船隻撞擊的意外，有見及此，南蘇門答臘省曾經在2000年修復橋墩，不過直至2004年，造成橋墩損壞的問題仍然沒有完全解決。穆西河第二大橋通車後，巨港市制定了一條交通規則，禁止重型車輛在當地時間傍晚6時至清晨6時期間駛過安培拉大橋，以保護大橋的結構安全，之後市政府又於2010年實施更嚴格的車流管制措施。

## 構造
安培拉大橋長1,177（3,862英尺）米，其中主跨為簡支樑橋，長75（246英尺），兩側為連續樑橋，兩跨，長117（384英尺），連接路為簡支樑橋，長22.5（74英尺）。橋面離水面11.5（38英尺），寬22（72英尺），設有4条机动车道（各寬3.5米）、2条自行车道（各寬1.75米）和2条人行道（各寬2.25米）。兩邊的橋塔高63米，本來塗上灰色，後於1992年塗上黃色，復於2002年塗上紅色。當地的都市傳說認為橋塔的配色象徵當權者的權威，因為黃色是專業集團黨（新秩序時期的執政黨）的代表色，紅色則是鬥爭派民主黨（2001年至2004年期間，以及2014年至今的執政黨）的代表色。
這條大橋曾經是印尼唯一的升降橋，兩座橋塔上重500公噸（500,000）的平衡重裝置可以把橋跨結構提升到離水面約32米處，容許淨高在9米至44.5米之間，闊60米的船隻通過穆西河，卻在1970年（一說1973年）停止升降，可能的原因是：一、位於穆西河上游支流的丹戎艾寧（Tanjung Enim）煤礦停產，穆西河的貨船往來不再頻繁，二、穆西河受到污染，航行條件越來越差，三、大橋每次升降需時約30分鐘，阻礙陸路交通。最終當局在1980年代拆除升降裝置，並於1990年拆除平衡重裝置，以免上述裝置墜下路面，危害路人的安全。